# Topeka Smith
Topeka Smith è un fumetto di avventura creato da Mauro Cominelli e Nevio Zeccara pubblicato su Il Giornalino dal 1986 al 1992.
Il protagonista, visibilmente ispirato al personaggio di Indiana Jones, è un archeologo avventuriero accompagnato dal fido ma pavido assistente nero Gangolo e dalla gracula Sonia (abile nel capire le sue istruzioni) e spesso in compagnia della collega Brigitte Lagrange, della quale Sonia è estremamente gelosa; vive numerose avventure, partendo dal suo ufficio a Gibuti in paesi ancora ricchi di misteri storici da risolvere, nel 1938.